# السفر عبر الزمن

رسم بياني يوضح إمكانية السفر عبر البعد الزمني نظريًا

السفر عبر الزمن هو مفهوم يتمثل (في كثير من الأحيان من قبل الإنسان) بين نقاط مختلفة في الوقت المناسب بطريقة مماثلة إلى التنقل بين نقاط مختلفة في الفضاء، وعادة ما تستخدم آلة افتراضية وتعرف باسم  آلة الزمن.
إن السفر عبر الزمن هو مفهوم معترف به في فلسفة الزمان و المكان ، والسفر عبر الزمن يعتبر من الخيال، ولكن السفر إلى نقطة افتراضية في الوقت لديه دعم محدود جدًا في علم الفيزياء النظرية، وبالتزامن مع ميكانيكا الكم عادة في السفر عبر الزمن أو جسر أينشتاين روزين. وفي بعض الأحيان يوحد معنى أوسع نطاقًا، على سبيل المثال، السفر إلى المستقبل (وليس إلى الماضي) عن طريق تمدد الزمن، وهو ظاهرة ثبتت جيدًا في علم الفيزياء في نظرية (النسبية)، وقد شهدت بشكل روتيني من قبل رواد الفضاء، ولكن فقط لمدة عدة أجزاء من الثانية، لأنها يمكن أن تحقق عن طريق الفحص بواسطة ساعة دقيقة في مقابل الساعة التي بقيت على سطح الأرض. إن تمدد الزمن لمدة سنوات في المستقبل يمكن أن يتم من خلال اتخاذ جولة ذهابًا وإيابًا بسرعة مماثلة لسرعة الضوء، ولكن هذا غير متوافر عمليًا من الناحية التكنولوجية للمركبات حاليًا.
إن المفهوم شائع في روايات الخيال العلمي ، مثل رواية " آلة الزمن" المكتوبة في عام 1895، التي كتبها هربرت جورج ويلز، والتي كان لها دور فعال في إبراز مفهوم السفر عبر الزمن إلى واجهة المخيلة العامة، ومع ذلك، فإن القصة القصيرة السابقة «الساعة التي ذهبت إلى الخلف»، التي كتبها إدوارد بيج ميتشل، تنطوي على ساعة، من خلال وسائل غير محددة، تسمح لثلاثة رجال للسفر إلى الوراء في الوقت المناسب.
ثمة أشكال غير علمية أو تقنية للسفر عبر الزمن ظهرت في عدد من قصص الخيال العلمي السابقة مثل قصة ترنيمة عيد الميلاد لمؤلفها تشارلز ديكنز، وفي الآونة الأخيرة، مع تقدم التكنولوجيا ولد ذلك فهمًا علميًا أوسع حول نظرتنا إلى الكون، وجعل من السفر عبر الزمن أكثر قبولًا بين بعض المفكرين مما حدا إلى مزيد من التفاصيل بواسطة كتاب الخيال العلمي، والفلاسفة، وعلماء الفيزياء.
السفر عبر الزمن نظريًا ينطوى على الانتقال إلى الوراء في الوقت المناسب للحظة في وقت سابق من نقطة الانطلاق، أو ينتقل إلى مستقبل هذه النقطة دون الحاجة للمسافر لتجربة الفترة الفاصلة (على الأقل ليس في المعدل الطبيعي). أي عبر آلة أو جهاز تكنولوجي - سواء خيالي، أم افتراضي أو فعلي - الذي قد يستعمل لتحقيق السفر عبر الزمن وهو المعروف باسم  آلة الزمن .

## تاريخ مفهوم السفر عبر الزمن

### السفر عبر الزمن إلى المستقبل
ليس هناك اتفاق واسع النطاق على كيفية تعريف السفر عبر الزمن، كما هو موضح في أقرب الأمثلة الأدبية، لأن العديد من الأعمال المبكرة تتضمن عناصر موحية غامضة عن السفر عبر الزمن. إن الحكايات الشعبية القديمة والأساطير تشارك أحيانا ما يشبه قصة السفر  إلى الأمام  في الوقت المناسب؛ على سبيل المثال، في الأساطير الهندوسية، و ماهابهاراتا  حيث يذكر قصة الملك رايفاتا كاكودما، الذي يسافر إلى السماء لتلبية الخالق براهما ويشعر بالصدمة لمعرفة أن الكثير من الذين تتراوح أعمارهم مرت عندما يعود إلى الأرض.
شريعة بالي البوذية تذكر أيضا أن الوقت يتحرك بوتيرة متفاوتة، وفي باياسى سوتا، واحد من تلاميذ بوذا الكبار، كومارا كاسابا، ويوضح لبياسى المشككين أن "في السماء ثلاثون ثلاثة ديفاس، والوقت يمر بوتيرة مختلفة، والناس يعيشون حياة أطول من ذلك بكثير." وفي الفترة من قرننا. مائة سنة، سوى يوم واحد. أن أربعة وعشرين ساعة مرت عليهم. "

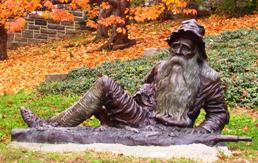
تمثال ريب فان وينكل في إيرفينغتون (نيويورك)

### السفر عبر الزمن إلى الماضي
إن السفر عبر الزمن إلى الوراء أو للماضي غير ممكن من الناحية العلمية والنظرية.

## نسبية الزمن

تحصل الأحداث A، B، C في تراتيب مختلفة اعتمادا على حركة المراقب. يمثل الخط الأبيض مستوى التزامن منتقلا من الماضي نحو المستقبل.

النسبية وهي النظرية التي أضافت الزمن كبعد رابع بالإضافة إلى الأبعاد المكانية الثلاثة، تقول أن الزمان والمكان مرتبطان معاً ولا يمكن أن يوجد أحدهما بمعزل عن الآخر. نسبياً، نعلم أننا نستطيع أن نتحرك في هذه الأبعاد-المكانية- بكل حرية حيث نستطيع السير يمينا أو يسارا أو إلى الأمام أو الخلف أو إلى أعلى أو أسفل. ويمكننا استخدام وسائل النقل مثل الطائرة أو الصاروخ التي تنقلنا في البعد المكاني الثالث وهو الارتفاع ومن خلال هذه الفكرة البسيطة عن الأبعاد يتضح أنه بإمكاننا أن نتنقل عبر الزمن بهذه الصورة. لكن النظر إلى ما سبق يعد مفهوماً كلاسيكياً، حيث يفترض أن الزمن مقياس مطلق لسرعة حركة هذه الأجسام. في النظرية النسبية يبدو الزمن كدالة في السرعة النسبية بين الأجسام ويتباطأ أكثر فأكثر كلما كان الفرق في السرعة النسبية بين الأجسام أقرب إلى سرعة الضوء ويمكن أن يتوقف تماماً إذا ما وصلت هذه السرعة النسبية إلى سرعة الضوء.
لو افترضنا أن رائدا للفضاء غادر الأرض وعمره 25 سنة آنذاك، وترك أخاه الصغير البالغ من العمر 22 سنة وغاب في رحلته الفضائية مدة عشرة سنوات بحسب توقيته على الصاروخ المسافر بسرعة قريبة جداً من سرعة الضوء بحسب ما يرصد أخوه، فإنه يجد عند عودته من رحلته في سن 35 سنة أن أخاه الذي كان أصغر منه عمراً قد أصبح في سن الأربعين أو الخمسين على حسب سرعة الزمن التي تحرك بها.

## تباطؤ الزمن بزيادة السرعة بين المراقبين
تعطي النظرية النسبية الخاصة المعادلة التالية لاعتماد الزمن على السرعة:
{\displaystyle \Delta t'={\frac {\Delta t}{\sqrt {1-v^{2}/c^{2}}}}\,}
حيث:
{\displaystyle \Delta t\,} الزمن بين حدثين طبقا لساعة المشاهد،:{\displaystyle \Delta t'\,}الزمن بين نفس الحدثين التي يسجلها المسافر على صاروخ يتحرك بسرعة v،:{\displaystyle v\,} السرعة النسبية بين المشاهد وراكب الصاروخ،:{\displaystyle c\,} سرعة الضوء،
يتبين من تلك المعادلة أن الساعة على صاروخ تتحرك ببطء إذا ما قورنت بساعة أخرى واقعة في إطار غير متسارع. يمكن الرجوع لدراسة مفارقة التوأم لمعرفة المزيد.
وتبلغ السرعات المعتادة على الأرض، حيث {\displaystyle v/c\ll 1} وهي سرعات صغيرة لا نستطيع من خلالها ملاحظة تلك الفوارق. حتى بافتراض السفر بسرعة الصاروخ فتلك سرعات قليلة أيضا ولا تُحدث فرقا ملحوظا، وإنما نبدأ ملاحظة تلك الفروق الزمنية عند سرعة 30,000 كيلومتر /ثانية، أي عند 1/10 سرعة الضوء وهي سرعة كبيرة جدا.

## تمدد أو تباطؤ الزمن
«تمدد» الزمن في هذا السياق ليس مفهومًا فيزيائيًا نظريًا خاصة في الأجسام الدقيقة دون الذرية، وإنما هو تمدد حقيقي في الزمن الذي يحيا فيه الإنسان. وتبين المعادلة السابقة أن الزمن يتمدد بالنسبة للمشاهد على الأرض (طبقا لساعته) بينما يظل نفسه بالنسبة للمسافر في الصاروخ (طبقا لساعته). فلو زادت سرعة إنسان ما (في سفينة فضاء مثلا) إلى حوالي 87% من سرعة الضوء، فإن الزمن يبطؤ لديه إلى الضعف. مع ذلك فالمعادلة لا تنطبق على مفهوم العودة بالزمن للوراء أو الزمن السالب والذي ينتشر بين عدد من قراء النسبية بشكل سطحي. يعتقد البعض أن النسبية تسمح بعودة الزمن للوراء إذا ما تجاوزنا سرعة الضوء في حين أن تطبيق المعادلة السابقة يعني أن سرعات تفوق سرعة الضوء تفضي إلى أزمنة ذات قيم تخيلية وليس قيما سالبة.

### مفارقة التوأم
ما سبق كان حديثًا بسيطًا لتقريب المفهوم ولكن الحقيقة أن هناك مفارقات عديدة تظهر أثناء نقاش مفهوم الحركة بين المراقبين. نتيجة لذلك تحدث بعض المفارقات المبهمة لدى البعض في تفسير ما يترتب عليه تمدد الزمن. من هذه المفارقات اشتهرت قصة مفارقة التوأم. تبدأ هذه المفارقة بقصة طريفة بأنه لو سافر أحد توأمين على سفينة لمدة عشرة أعوام بسرعة قريبة جدا من سرعة الضوء - مثلا - فسيجد ابنه المولود حديثًا قد أصبح عمره عشرين عامًا، أو أن أخيه التوأم يكبره بأقل من عشرة أعوام (اعتمادا على مدى قرابة سرعة المسافر من سرعة الضوء).
تسببت هذه المسألة في تخبط الكثير من المقبلين على تقبل مفاهيم النسبية وظن البعض بأن هذه هي المفارقة. السبب في ذلك يعود إلى التفسير الخاطئ لها. في النسبية لا يستطيع أي من المراقبين تمييز المتحرك من الثابت سوى نسبيا. معنى ذلك أن المراقب على السفينة ، على سبيل المثال، كان يبدو لأخيه التوأم متحركا مع السفينة بسرعة قريبة من سرعة الضوء بينما العكس تماما كان يظهر من وجهة نظر المسافر حيث أنه كان ينظر من خلال نافذة السفينة والتي تعتبر موطنا ساكنا بالنسبة له فيلاحظ أن أخاه التوأم على الأرض هو الذي كان يتحرك مع الأرض مبتعدا بسرعة قريبة من سرعة الضوء. هنا تكمن المفارقة الحقيقية للتوأم، حيث أن كلا منهما يعتقد بأن الآخر هو من سيكبر في السن.
سبب هذه المفارقة نجم من الافتراض غير الواقعي للأحداث. عند نقاش السفر اهملت الأحداث الناجمة عن تسارع وتباطؤ الأجسام، أي أننا افترضنا جدلا حركة المراقبين النسبية بسرعة (منتظمة) قريبة من سرعة الضوء دون الخوض في تفاصيل الزمن اللازم لتسارع المركبة من السكون وما يترتب عليه من حسابات جديدة. في النسبية الخاصة والتي تتعامل مع الأطر المرجعية العطالية تجعل التوأم الذي على الأرض قادرا على تطبيق معادلات النسبية الخاصة وتمدد الزمن وليس كليهما. هنا يصبح التوأم على الأرض هو من سيكبر في السن فعلياً أكثر من الآخر.
يعد السفر بسرعة تقترب من سرعة الضوء أمراً ممكن فيزيائيا وتكنولوجيا. وقد استطاع العلماء تسريع جسيمات أولية مثل الإلكترون والبروتون إلى سرعات تقترب من سرعة الضوء ولاحظوا زيادة في كتلتها، وأن تلك الزيادة تتفق تماما مع معادلات اينشتاين.
ويرى العالم كارل ساغان أن هذا من الممكن الوصول إليه خلال عدة مئات من السنين. وبناء على ذلك شكلت مجموعة من العلماء يرأسها الأمريكي كيب ثورن والروسي إيجور نوفيكوف ما أسموه بـ (كونسورتيوم) روسي - أمريكي لتحقيق تقنية تسمح بابتكار آلة للسفر عبر الزمن.[بحاجة لمصدر]

## انحناء الفضاء والنسبية العامة لأينشتاين

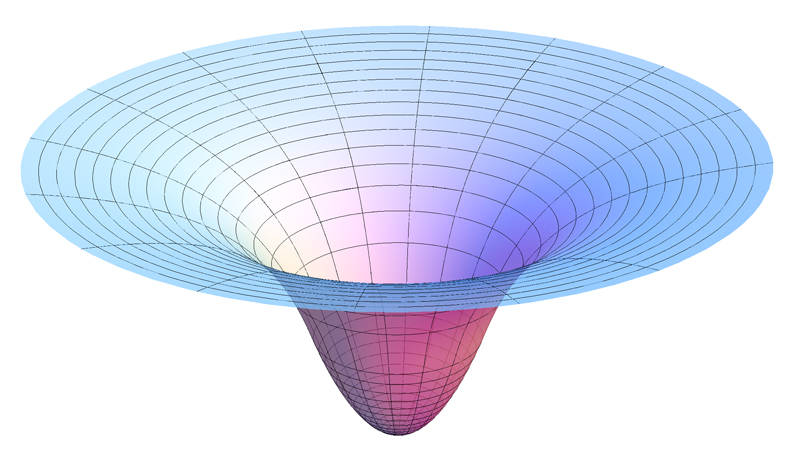
انحناء الزمكان بالقرب من جسم كبير كروي.

تعرف الهندسة المستوية بالهندسة الإقليدية، نسبة إلى إقليدس الذي عاش حوالي عام 300 ق.م وبواسطة هذه الهندسة يمكن وصف أي شكل هندسي بواسطة نظام الإحداثيات الكارتيزية، أي استخدام الأسطح المستوية لوصف الخطوط المنحنية والمجسمات الفراغية. والفضاء طبقا لهذه الهندسة هو فضاء مستو. ولم تكن تلك هي الهندسة الوحيدة الممكنة، فقد طرح لوباتشفسكي عام 1828 هندسة لاإقليدية ذات أسطح منحنية مفتوحة معتمدة على منحنى القطع الزائد. ثم طرح برنارد ريمان عام 1850 هندسة لاإقليدية معتمدة على السطح الكروي المغلق، وطورها ويليام كليفورد عام 1870 وافترض احتمال أن يكون الفضاء الكوني رباعي الأبعاد ينطوي على منحنيات تشابه تضاريس سطح الأرض. ولم يكن ينقص تصور كليفورد سوى التفسير الفيزيائي الصحيح حتى يتطابق مع النظرية النسبية العامة، التي طرحت بعد 45 عاما. فالبعد الرابع في الفضاء لم يكن سوى الزمن وانحناء الفضاء يحدث بتأثير جاذبية الأجسام.
وبتقديم أينشتاين النظرية النسبية الخاصة عام 1905 والتي وضع فيها معادلات حركة الأجسام في فضاء مستو رباعي الأبعاد، وبوجود الهندسة اللاإقليدية وطرحه لفكرة انحناء الزمان والمكان بتأثير الجاذبية، تكونت لدى آينشتين المادة الخام لنظرية متكاملة للجاذبية يمكن أن تكون بديلاً لنظرية نيوتن. ولما كان آينشتاين غير بارع في الرياضيات فقد لجأ لصديقه في الدراسة مارسيل جروسمان، وكان قد أصبح آنذاك عميدا لمعهد البوليتكنيك بزيوريخ، وكان بارعا في الهندسة اللاإقليدية، ووجد الحل في هندسة ريمان للأسطح المنحنية المغلقة. وقدم أينشتاين الصيغة النهائية للنظرية في ثلاث جلسات في أكاديمية العلوم في برلين عام 1915م، وطبعت عام 1916م.
وكان من أهم نتائج النسبية العامة تغير نظرتنا إلى الكون، فالمكان والزمان ليسا خلفية ثابتة للأحداث، وإنما هما مساهمان نشيطان في ديناميكا الكون. والفكرة الأساسية هي أنها تضم «بعد» الزمان إلى أبعاد المكان الثلاثة لتشكّل ما يسمى (الزمكان). وتدمج النظرية تأثير الجاذبية بأنها «تحني» الزمكان بحيث لا يكون مسطحا. ولما كان الزمكان منحنيا فإن مسارات الأجسام تظهر منحنية، وتتحرك كما لو كانت متأثرة بمجال جاذبية. وانحناء الزمكان لا يؤدي فقط إلى انحناء مسار الأجسام ولكنه يؤدي أيضاً إلى انحناء الضوء نفسه. وقد وجد أول برهان تجريبي لذلك عام 1919 م حيث تم إثبات انحناء الضوء الصادر من أحد النجوم عند مرور الضوء بالقرب من الشمس بتأثير جاذبيتها. وتم ذلك بمراقبة الموقع الظاهري للنجم خلال كسوف الشمس ومقارنته بموقعه الحقيقي (خلف الشمس). فالزمكان ينحني بشدة في وجود الأجسام ذات الكتل الضخمة مثل النجوم والشمس، ويعني ذلك أن مسار الأجسام ينحرف في المكان أثناء الحركة وكذلك تنحني في الزمان بأن تبطئ زمنها الخاص نتيجة لتأثير الجاذبية الواقعة عليها. فإذا تصوّرنا فضاء رباعي الأبعاد له ثلاثة أبعاد تمثل المكان وبعداَ رابعا للزمان ورسمنا خط الحركة المنحنية للجسم مع تباطؤ الزمن على المحور الرابع، لظهر لنا الزمكان منحنياَ بتأثير الكتلة الجاذبة.

## الثقوب السوداء والسفر عبر الزمن
في العام نفسه الذي ظهرت فيه النسبية العامة 1916م وطرح فكرة انحناء الزمكان، أثبت الفلكي الألماني كارل شفارتزشيلد أنه إذا ضغطت كتلة (ك) في حدود نصف قطر صغير بما فيه الكفاية، فإن انحراف الزمكان سيكون كبيرا بحيث لن تتمكن أي إشارة من أي نوع من الإفلات، بما في ذلك الضوء نفسه (بحكم الجاذبية العالية)، مكونا حيّزا لا يمكن رؤيته، سمي فيما بعد (الثقب الأسود). ويحدث ذلك عند انهيار نجم تتجاوز كتلته ضعف كتلة الشمس، حيث ينضغط ويتداخل بفعل قوته الجاذبة حتى تكون كل مادة النجم قد انضغطت في نقطة ذات كثافة لامتناهية، تسمى نقطة التفرد الزمكاني. وأي شعاع ضوء (أو أي جسم) يرسل داخل حدود الثقب الأسود، ويسمى أفق الحدث، يسحب دون هوادة إلى مركز الثقب الأسود. ومن الناحية النظرية يبدو أنه عند الاقتراب من الثقب الأسود تتزايد انحناءة الزمكان حتى تبلغ أفق الحدث، الذي لا نستطيع أن نرى ما وراءه. ورغم أن فكرة وجود نجم بهذه المواصفات ترجع إلى العالم جون ميتشيل الذي قدمها في ورقة بحث عام 1783م، إلا أن مساهمة شفارتزشيلد تكمن في أنه قدم حلولا للمعادلات التي تصف انهيار النجم إلى ثقب أسود على أساس نظرية النسبية. واتضح لاحقًا أن شفارتزشيلد لم يصل إلى حل واحد للثقب الأسود، وإنما إلى حلين. وهو شيء يشابه الحل الموجب والحل السالب لالجذر التربيعي. فالمعادلات التي تصف الانهيار النهائي لجسم يقتحم الثقب الأسود تصف أيضا - كحل بديل - ما يحدث لجسم يخرج من الثقب الأسود (يطلق عليه في هذه الحال أحيانا (الثقب الأبيض))، وبذلك يبدو أننا إذا ما تابعنا انحناء الزمكان داخل الثقب الأسود يبدو لنا وكأنه ينفتح مرة أخرى على زمكان آخر، فكأنما الثقب الأسود يربط زمكان كوننا بزمكان مختلف، ربما زمكان كون آخر.
ولكن المشكلة كانت في أن أي مادة تدخل هذا الثقب الأسود ستسقط حتمًا في التفردية المركزية لتنسحق بشكل يخرج عن فهمنا. ولكن مع تقدم الأبحاث وجدت هذه المشكلة حلا، فقد ثبت أن كل الأجسام المادية في الكون تدور سواء كانت مجرات أو نجوما أو كواكب، ومن ثم فإننا نتوقع أن تدور الثقوب السوداء بالمثل. وفي تلك الحال يمكن أن يدخل جسم ما إلى الثقب الأسود ويخرج من الناحية الأخرى دون أن يمر بنقطة التفردية المركزية (نقطة الانسحاق) ويتحطم، وذلك بتأثير دوران الثقب الأسود، وفي عام 1963 م نشر روي كير  حلولا لمعادلات آينشتاين المتعلقة بالثقوب السوداء الدوّارة. وبينت أنه ينبغي أن يكون من الممكن من حيث المبدأ الدخول إلى ثقب أسود دوار من خلال ممر يتجنب نقطة التفردية المركزية (نقطة الانسحاق) ليظهر على ما يبدو في كون آخر، أو ربما في منطقة زمكان أخرى في كوننا ذاته، ويشكل الثقب الأسود ما يسمى بالثقب (الدودي)، وبذلك تثير هذه النتيجة بشكل قوي إمكان استخدام الثقوب السوداء بوصفها وسيلة للسفر إلى الماضي بين أجزاء مختلفة من الكون والزمان.

## الوسائل المتوقعة للسفر عبر الزمن

### الثقوب السوداء
إن فكرة استخدام الثقوب السوداء في السفر عبر الزمن تعتمد على أنه من الممكن عندما يحدث انحناء شديد للزمكان أن يحدث اتصال بين نقطتين متباعدتين في الزمكان. وبالتالي إذا تحقق مسار مغلق للزمكان يمكن العودة إلى نقطة البدء في الزمان والمكان. ويرى بعض العلماء أن السفر إلى الماضي لا يمكن أن يحدث، وإنما يكون باستمرار في اتجاه المستقبل. والعبرة هي اقتراب سرعة الحركة من سرعة الضوء. والنسبية معناها مقارنة زمن راكب الصاروخ وزمن توأمه الباقي على الأرض.

## الأوتار الكونية
هي أجسام يفترض أنها تخلفت عن الانفجار العظيم لها طول يقدر بمئات ءالسنين الضوئية، ولكنها دقيقة جدا إلى حد انحناء الزمكان بشدة حولها. فإذا تقابل وتران كونيان يسير أحدهما عبر الآخر بسرعة الضوء تقريبا لتكون منحنى مغلق للزمكان يستطيع المرء اتباعه للسفر إلى الماضي. وقدم فرانك تبلر عام 1974م فكرة للسفر عبر الزمن تعتمد على أن اسطوانة كثيفة الكتلة سريعة الدوران سوف تجر الزمكان حولها مكونة مسارات زمنية مغلقة. وفي عام 1949 م أثبت الرياضي الشهير كورت جودل أن الكون يمكن أن يكون دوارا بمعدل بطيء جدا، وأنه يمكن أن يترتب على ذلك مسار مغلق في الزمكان.

## اختلاف الآراء بين العلماء
لقد أدت تلك التصورات النظرية لإمكانية السفر عبر الزمن إلى مناقشة التناقضات الناتجة عن ذلك، كمثل أن يسافر المرء إلى الماضي ليقتل جدته قبل أن تحمل بأمه، أو أن يؤثر على مسار التاريخ فيمنع الحروب مثلا... إلخ. ورأى بعض العلماء أنه يمكن حل تلك التناقضات من خلال مفهوم المسارات المتوازية للتاريخ بحيث يكون لكل إمكان مسار مستقل للأحداث. فيكون العالم بعد تغيير أحداثه في الماضي عالما مستقلاً موازيا. وفي الوقت الحالي لا تمثل تلك المناقشات سوى أفكار تأملية فلسفية وليست علمية، فلم يسافر أحد إلى الماضي حتى الآن. ويؤيد ستيفن هوكينغ العالم المشهور بأبحاثه عن الثقوب السوداء ونشأة الكون فكرة حدوث السفر إلى الماضي على المستوى الميكروسكوبي، ولكنه يرى أن احتمال أن يكون هناك انحناء في الزمكان يكفي لوجود آلة للزمان هو صفر. ويرى أن هذا يدعم ما يسميه (حدس حماية التتابع الزمني) الذي يقول إن قوانين الفيزياء تتآمر لمنع الأشياء الميكروسكوبية من السفر في الزمان. ويرى بول ديفيز أن وجود جسر للزمان ما هو إلا مفهوم مثالي لا يضع في حسابه الموقف الفيزيائي اللاواقعي للثقب الأسود في الكون، وأنه على الأرجح أن هذا الجسر المثالي لابد أن يتحطم داخل الثقب الأسود. ومع ذلك فإن ما يجري داخل الثقب الأسود سيظل مثيرا للبحث العلمي والتأمل العقلي، وأنه يستطيع أن يكشف لنا عن مزيد من جوانب الطبيعة التي يتسم بها الزمن.
فالعلماء في واقع الأمر يختلفون في تقدير إمكان السفر عبر الزمن، وإن كانت الغالبية ترى أن هذا غير ممكن. ويذكر ستيفن هوكينغ أن كيب ثورن يعتبر أول عالم جاد يناقش السفر عبر الزمان كاحتمال عملي. وهو يرى أن ذلك له فائدة في كل الأحوال، فعلى الأقل سيمكننا من أن نعرف لم لا يمكن السفر عبر الزمن؟ وأن فهم ذلك لن يتأتى إلا بعد الوصول إلى نظرية موحدة للكم والجاذبية (النظرية الموحدة للقوى)، وسيظل تفسير ما يحدث للمادة داخل الثقب الأسود أو في مسار زمكاني مغلق مبهمًا بالنسبة إلينا.

## السفر عبر الزمن في روايات الخيال العلمي

قصة آلة الزمن

كانت فكرة السفر عبر الزمن من الأفكار التقليدية التي طرحت في أدب الخيال العلمي، حيث تعرض لها الأديب الإنجليزي ج. ويلز عام1895 في روايته المشهورة (آلة الزمن) وجاك فيسني في روايته (وجه في الصورة) والكاتب رؤوف وصفي في (مغامرة في القرن السادس عشر) والأديب توفيق الحكيم في مسرحيتيه (أهل الكهف، ورحلة إلى الغد).
وثمة رواية تدور أحداثها حول وكالة سياحية من القرن القادم تنظم لعملائها رحلات سياحية إلى الماضي لمشاهدة الكوارث والأحداث العظيمة التي وقعت على الأرض، وهكذا يتنقل السياح عبر الزمن لمراقبة الحرب الأهلية في أمريكا وسقوط القنبلة الذرية على هيروشيما ثم الانتقال إلى الستينيات لمشاهدة اغتيال الرئيس كينيدي على الطبيعة ثم العودة إلى سان فرانسيسكو لمعاينة زلزالها الشهير قبل وقوعه بدقائق!!
وقد تحولت معظم هذه الروايات إلى أفلام سينمائية رائعة، بما في ذلك أول رواية لويلز آلة الزمن، ومن الأفلام التي جمعت بين الكوميدا والخيال فيلم العودة إلى المستقبل، حيث يعود البطل إلى الزمن الماضي لمساعدة والده المراهق والتقريب بينه وبين والدته تمهيداً لإنجابه!

## إدعاءات علمية
انتشرت مؤخرا في كثير من المنتديات العربية وحتى بعض الكتب العربية مجهولة المصادر مواضيع تتعلق بالسفر عبر الزمن وعن تجارب ناجحة أو شبه ناجحة أجراها العلماء مؤخرا. مفاد أحد هذه المواضيع أن العلماء استطاعوا نقل عملة نقدية آنيا من ناقوس إلى آخر ولكن بعد مرور زمن مقداره ساعة وست دقائق ولمسافة حوالي 90 سنتيمترا.
الغريب أن هذه المواضيع لم تنشر لها تراجم أو مصادر من الإنكليزية مثلا أو لغات أخرى شهيرة سوى العربية. يبدوا أن السبب وراء هكذا أقاويل إما عدم تفهم العامة لمفهوم النسبية وقوانينها أو لأن المراجع العربية تفتقر للمصادر في كثير من الكتب والمقالات العلمية. ربما كان السبب الآخر هو موضوع النقل الكمي quantum teleportation والذي يعنى بنقل المعلومات الكمية من نظام كمي إلى نظام كمي آخر.

## أسباب معارضة الفكرة
- لو سافر شخص إلى الماضي فكيف يتواجد في زمن قبل أن يوجد أباه وهذا منطقياً وفلسفياً أمر غير مقبول أي أن يسبق المعلول العلة كما يسبق الابن أباه ؟؟
- أنه لو استطاع أحد السفر عبر الزمن لماذا لم يأتي إلينا من هم في المستقبل ؟؟ حيث أنهم وصلوا إلى أرقى المستويات في التقنية... ؟؟
- هل يمكن أن أعيش في زمن أحفاد أحفادي وهم لم يأتوا بعد ؟؟ أو أن أعيش في زمن آباء أبائي وأنا لم أولد بعد ؟ كيف تكون البيئة التي أعيش فيها وهي متغيره الآن ؟؟
- هل من الممكن أن توجد كتلة في مكانين مختلفين في نفس الوقت ؟؟
- ماذا لو التقى الشخص بنفسه عندما كان صغيرا ؟
- إن عدنا إلى الماضي فهل سيكون ما نراه واقعاً قابلاً للتغيير ؟ وإن كان كذلك كيف سيكون التأثير على زمننا الذي أتينا منه ؟
- لو وجد السفر عبر الزمن لاتی شخص ونقض هذه الاسباب